# Jorge Piotti
Jorge Piotti (1940) è un ex calciatore argentino, di ruolo attaccante.

## Carriera
Inizia la carriera nel Platense, società militante nella serie cadetta argentina. Nella stagione 1957 sfiora con il suo club la promozione in massima serie, ottenendo il secondo posto finale a tre punti dai campioni del Central Córdoba (R).
Dal 1962 è in Canada, in forza al Toronto Italia, società militante nella Eastern Canada Professional Soccer League. Dopo aver vinto le edizioni 1962 e 1963, nella stagione 1964 Piotti con il suo club ottiene il secondo posto in campionato, perdendo la finale contro il Toronto City. L'anno seguente Piotti con il Toronto Italia vince il campionato, sconfiggendo in finale l'Hamilton Primos. Nell'ultima stagione in forza al club di Toronto, ridenominato Toronto Italia-Falcons, perde la finale della ECPSL contro il Toronto Inter-Roma.
Nel 1966 si trasferisce ai Boston Tigers, società statunitense militante nell'American Soccer League.
Nel 1968 passa ai Los Angeles Wolves, società militante nella neonata NASL. Con i Wolves ottenne il terzo posto della Pacific Division, piazzamento insufficiente per ottenere l'accesso alla fase finale della North American Soccer League 1968.
Nel 1969 torna a giocare nell'American Soccer League, questa volta tra le file dei Rochester Lancers.

## Palmarès

### Club
- Eastern Canada Professional Soccer League: 3

Toronto Italia: 1962, 1963, 1965